# Шодон
Шодон (фр. Chaudon) насеље је и општина у централној Француској у региону Центар (регион), у департману Ер и Лоар која припада префектури Дре.
По подацима из 2005. године у општини је живело 1460 становника, а густина насељености је износила 129 становника/km². Општина се простире на површини од 11,34 km². Налази се на средњој надморској висини од 98 метара (максималној 140 m, а минималној 86 m).

## Демографија
| 1962. | 1968. | 1975. | 1982. | 1990. | 1999. | 2011. |
| ----- | ----- | ----- | ----- | ----- | ----- | ----- |
| 742   | 882   | 873   | 1.009 | 1.364 | 1.411 | 1.640 |

График промене броја становника у току последњих година